# マンション管理センター
公益財団法人マンション管理センター（マンションかんりセンター）は、マンション管理についての適切な指導、相談、情報の提供を行うとともに、大規模修繕に必要な支援に関する事業、総合的な調査研究を実施している公益法人。元国土交通省所管。

## 概要
マンションの管理組合や関係者を支援するために1985年に設立。各情報の提供や大規模修繕の組合内の合意形成の指導や相談、各調査などを行う。2001年「マンション管理適正化推進センター」の指定を受け、マンション管理士の試験機関と登録機関を担っている。
マンション管理組合向けの月刊誌「マンション管理センター通信」を発行している。

## 事業
- マンション管理適正化の推進
- マンション管理士試験の実施
- マンションみらいネットの実施
- マンション管理サポートネットの実施